# میرکان آیدین
میرکان آیدین (انگلیسی: Mirkan Aydın؛ زادهٔ ۸ ژوئیهٔ ۱۹۸۷) بازیکن فوتبال اهل ترکیه است.
از باشگاه‌هایی که در آن بازی کرده‌است می‌توان به باشگاه ورزشی گوزتپه، باشگاه فوتبال اسکی‌شهراسپور، باشگاه فوتبال بوخوم، و باشگاه فوتبال دالکورد اشاره کرد.